# Stichweh-Wohnhaus

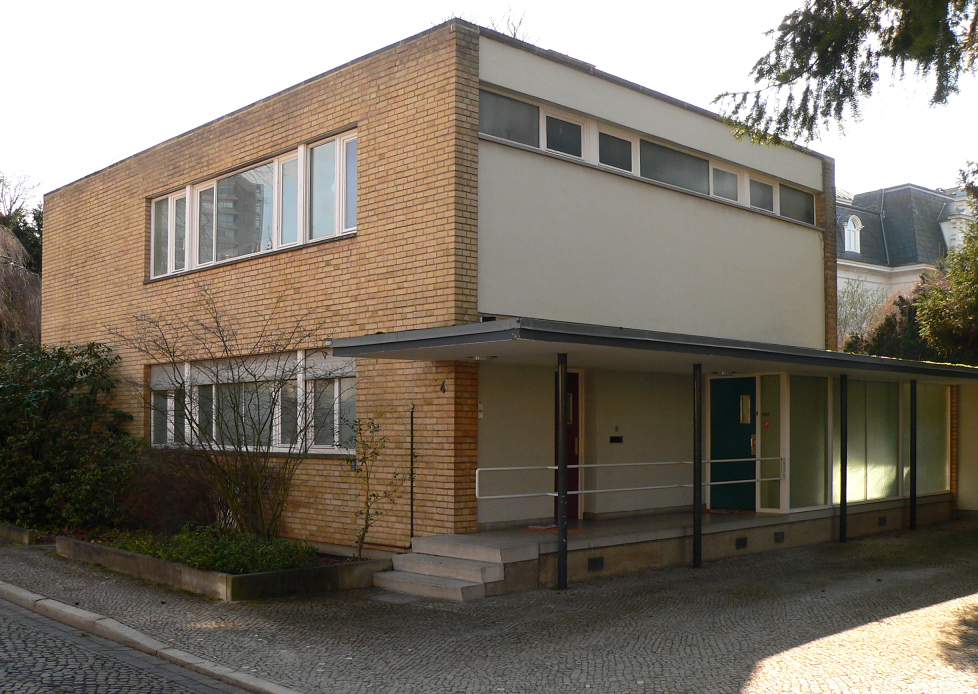
Wohnhaus Stichweh von 1952–1953

Das Stichweh-Wohnhaus von 1953 ist Walter Gropius’ erstes Nachkriegsbauwerk in Deutschland und sein einziges in Hannover.

## Baubeschreibung und Geschichte
Das kleine Wohnhaus im Stil des Neuen Bauens steht im Alleehof 4 in Hannover-Nordstadt in einem großbürgerlichen Villenviertel unweit der Herrenhäuser Gärten. Auffällig an dem zweigeschossigen, kubischen Baukörper mit Flachdach sind kontrastreiche Wechsel von gelben Ziegel- und Putzflächen, die schmalen Fensterbänder und das auf dünne Metallsäulen gestützte Vordach im Eingangsbereich. Im Inneren findet sich hinter „schiffskabinenartigen, intimen Vorräumen“ ein großer Wohnbereich.
Zu den Feierlichkeiten des sechzigjährigen Bestehens des Bundes Deutscher Architekten (BDA) besuchte Klaus Stichweh, der Sohn des Bauherrn Wilhelm Stichweh, am 28. Juni 2013 seine Heimatstadt Hannover, um gemeinsam mit dem Bauhistoriker Sid Auffarth vor Publikum über die frühe Zeit des von Stichweh-Wohnhauses, das sich noch im Besitz der Familie Stichweh befindet und an den BDA vermietet ist, zu berichten.

## Baugeschichte
Gropius entwarf das Haus nach Vermittlung durch Rudolf Hillebrecht als kleines Wohnhaus für den Färberei-Unternehmer und Kunstförderer Wilhelm Stichweh. Es wurde von 1952 bis 1952 erbaut. 1974 wurde das Gebäude durch die Architektengemeinschaft Hübotter-Ledeboer-Busch um einen eingeschossigen Wohntrakt erweitert. Seit 1987 dient es als Ausstellungsraum und Büro des Bundes Deutscher Architekten (BDA) Niedersachsen sowie dem Verein zur Förderung der Baukunst e. V. Die Eintragung in die Denkmalliste erfolgte bereits vor 1985.